# Abdelhamid Sadmi
Abdelhamid Sadmi (né le 1er janvier 1961 à Azazga en Algérie) est un ancien footballeur international algérien, qui évoluait au poste de défenseur. Il compte 27 sélections en équipe nationale entre 1984 et 1987. Il a été aussi Président de la Jeunesse Sportive de Kabylie en 2017.

## Carrière

### Carrière en club
D'origine kabyle et né à Azazga, Sadmi commence le football dans le club de sa ville natale, le JS Azazga. Il est ensuite recruté par le centre de formation du grand club de sa région natale, la Jeunesse sportive de Kabylie (JSK).
Lors de la saison 1978–1979, à tout juste 17 ans, il est appelé en équipe première par l'entraîneur Mahieddine Khalef.
Il est le joueur le plus titré de la JSK avec 13 titres.

### Carrière en sélection
Le 11 mars 1984, Sadmi fait ses débuts internationaux avec l'équipe d'Algérie lors du tournoi final de la Coupe d'Afrique des nations 1984 contre le Nigeria, en entrant en jeu à la mi-temps. Trois jours plus tard, il joue son premier match international en tant que titulaire lors du match suivant contre le Cameroun en demi-finale, match lors duquel l'Algérie perd 5-4 aux tirs au but.
Au total, il a disputé 27 matchs pour l'équipe d'Algérie (pour aucun but inscrit), entre 1984 et 1987.

## Palmarès
JS Kabylie
- Coupe d'Afrique des clubs champions (2) :
  - Vainqueur : 1981, 1990.

- Championnat d'Algérie (7) :
  - Champion : 1980, 1982, 1983, 1985, 1986, 1989 et 1990.
  - Vice-champion : 1978, 1979, 1981 et 1988.

- Coupe d'Algérie (3) :
  - Vainqueur : 1986, 1992 et 1994.
  - Finaliste : 1979 et 1991.
- Supercoupe d'Afrique (1) :
  - Vainqueur : 1982

Le jeudi 7 septembre 2017, il devient officiellement le nouveau Président de la JSK (Jeunesse sportive de Kabylie).
Après la destitution de Mohand Cherif Hannachi par le Conseil d'administration, le Comité de surveillance du club, séduit par son projet, décide de le nommer président.
Il démissionne à son tour en novembre 2017.